# Muyinga

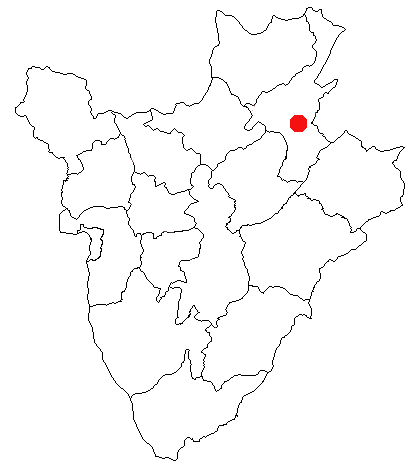
Muyingas läge i Burundi.

Muyinga är administrativ huvudort för provinsen Muyinga samt kommunen Muyinga i Burundi. Folkmängden uppgick till 9 609 invånare vid folkräkningen 2008.